# Quintus Baebius
Quintus Baebius war ein an der Wende des 3. zum 2. Jahrhundert v. Chr. lebender Politiker der Römischen Republik aus der  plebejischen Familie der Baebier.
Im Jahr 200 v. Chr. amtierte Quintus Baebius als Volkstribun und zeigte sich in dieser Funktion im Senat als Gegner einer Kriegserklärung an den König Philipp V. von Makedonien, wobei er die im Volk verbreitete Abneigung gegen einen neuen Krieg aufgriff. Dafür musste er sich heftige Angriffe von Seiten patrizischer Ratsherren anhören.